# Iván Alejandro Benítez
Iván Alejandro Benítez o també Iván Benítez (Telde, Gran Canària, 31 d'agost de 1988) és un exfutbolista canari que jugava a la posició de defensa.
Iván Benítez va començar al futbol amb el CD Faycan a la seva ciutat natal. El 2000 va arribar a la UD Las Palmas, on el defensor es va iniciar en els equips juvenils. Benítez va arribar finalment al segon equip del club, Las Palmas Atlètic, i també va jugar dos partits oficials amb el primer equip: a la Segona Divisió contra el Racing de Ferrol i a la Copa del Rei contra el Vila-real CF. El 2009, Benítez va ser contractat pel segon equip del FC Barcelona, el Barça B, i posteriorment per l'Atlètic de Madrid B. Després va jugar amb el Doxa Katokopias FC i el Nea Salamis Famagusta FC (ambós a Xipre), i a l'Inter Baku PIK d'Azerbaijan.